# توکای خندان سبیل‌سفید
توکای خندان سبیل‌سفید یا توکای خندان فرمزی (نام علمی: Trochalopteron morrisonianum)، گونه‌ای از پرندگان خانواده توکایان خندان است. این گونه بوم‌زاد جنگل‌های کوهستانی جزیره تایوان است.